# Dachiardiet
Het mineraal dachiardiet is een sterk gehydrateerd calcium-natrium-kalium-aluminium-silicaat met de chemische formule (Ca,Na2,K2)5Al10Si38O96·25(H2O). Het tectosilicaat behoort tot de zeolieten.

## Eigenschappen
Het doorzichtig tot doorschijnend witte, roze of oranjerode dachiardiet heeft een glas- tot zijdeglans, een witte streepkleur en de splijting van het mineraal is perfect volgens de kristalvlakken [100] en [001]. Het kristalstelsel is monoklien. Dachiardiet heeft een gemiddelde dichtheid van 2,17, de hardheid is 4 tot 4,5 en de radioactiviteit van het mineraal is nauwelijks meetbaar. De gamma ray waarde volgens het American Petroleum Institute is 29,16. De dubbelbreking is 0,0050 - 0,0060.

## Naam
Het mineraal dachiardiet is genoemd naar Antonio D'Achiardi (1839 - 1902), professor in de mineralogie aan de Universiteit van Pisa, Italië, die het mineraal voor het eerst beschreef. Het was door zijn zoon in een granitische pegmatiet gevonden.

## Voorkomen
Dachiardiet is een hydrothermale zeoliet die gewoonlijk gevormd wordt in silica-rijke omgevingen en met name in de laatste stadia van granitische pegmatieten en basalten aangerijkt in silica. De typelocatie is de Filone della Speranza, Monte Capanne, San Piero di Campo, Elba, Italië.